# Hervé Tum
Hervé Tum (ur. 15 lutego 1979 w Jaunde) – kameruński piłkarz grający na pozycji napastnika.

## Kariera klubowa
Karierę piłkarską Tum rozpoczął w akademii piłkarskiej o nazwie Kadji Sports Academy. W 1997 roku jako 18-latek wyjechał do Francji i występował w amatorskim zespole FC Pacy-sur-Eure. W 1998 roku został piłkarzem szwajcarskiego FC Sion i w jego barwach zadebiutował w szwajcarskiej ekstraklasie. Przez pierwsze dwa sezony był rezerwowym w Sionie, ale od początku sezonu 2000/2001 grał w pierwszym składzie i w rundzie jesiennej strzelił 6 goli.
Na początku 2001 roku Tum przeszedł do FC Basel. 25 lutego rozegrał swoje pierwsze spotkanie dla klubu z Bazylei, przegrane 0:3 na wyjeździe z Servette FC. W ataku Basel występował z rodakiem Jeanem-Michelem Tchougą, reprezentantem RPA George’em Koumantarakisem, a także ze Szwajcarem Markiem Strellerem. W 2002 roku wywalczył z Basel swoje pierwsze mistrzostwo Szwajcarii oraz zdobył Puchar Szwajcarii. W 2003 roku ponownie zdobył krajowy puchar, a w 2004 roku drugi tytuł mistrza kraju.
Latem 2004 roku Tum odszedł na zasadzie wolnego transferu do francuskiego FC Metz. W Ligue 1 zadebiutował 7 sierpnia 2004 w wygranym 1:0 domowym meczu z FC Nantes. W sezonie 2004/2005 strzelił 9 goli i był najlepszym strzelcem Metz. W 2006 roku spadł z Metz do Ligue 2. Przeszedł do innego spadkowicza z Ligue 1, RC Strasbourg i zdobywając 7 goli przyczynił się do powrotu klubu do Ligue 1.
W 2007 roku Tum został wypożyczony do tureckiego Bursasporu. 12 sierpnia 2007 zadebiutował w tureckiej Superlidze w meczu z Denizlisporem (0:0). W sezonie 2007/2008 strzelił dla Bursasporu 6 goli i występował w ataku z Turkiem Sinanem Kaloğlu.
W 2008 roku Kameruńczyk pozostał w tureckiej lidze, ale został piłkarzem Sivassporu. 23 sierpnia 2008 zaliczył swój debiut w meczu z Kayserisporem. W Sivassporze tworzył atak z Izraelczykiem Pinim Balilim i Mehmetem Yıldızem. Z Sivassporem wywalczył wicemistrzostwo Turcji, pierwsze w historii klubu. W latach 2009–2011 grał w İstanbul Büyükşehir Belediyespor, a w sezonie 2011/2012 w Gençlerbirliği. W 2012 roku przeszedł do Elazığsporu.
| Sezon   | Klub                             | Kraj       | Rozgrywki         | Mecze | Bramki |
| ------- | -------------------------------- | ---------- | ----------------- | ----- | ------ |
| 1998/99 | FC Sion                          | Szwajcaria | Axpo Super League | 9     | 0      |
| 1999/00 | FC Sion                          | Szwajcaria | Axpo Super League | 13    | 4      |
| 2000/01 | FC Sion                          | Szwajcaria | Axpo Super League | 19    | 6      |
| 2000/01 | FC Basel                         | Szwajcaria | Axpo Super League | 14    | 4      |
| 2001/02 | FC Basel                         | Szwajcaria | Axpo Super League | 32    | 4      |
| 2002/03 | FC Basel                         | Szwajcaria | Axpo Super League | 27    | 8      |
| 2003/04 | FC Basel                         | Szwajcaria | Axpo Super League | 23    | 7      |
| 2004/05 | FC Metz                          | Francja    | Ligue 1           | 31    | 9      |
| 2005/06 | FC Metz                          | Francja    | Ligue 1           | 21    | 3      |
| 2006/07 | RC Strasbourg                    | Francja    | Ligue 2           | 29    | 7      |
| 2007/08 | Bursaspor                        | Turcja     | Süper Lig         | 28    | 6      |
| 2008/09 | Sivasspor                        | Turcja     | Süper Lig         | 31    | 9      |
| 2009/10 | İstanbul Büyükşehir Belediyespor | Turcja     | Süper Lig         | 20    | 7      |
| 2010/11 | İstanbul Büyükşehir Belediyespor | Turcja     | Süper Lig         | 24    | 9      |
| 2011/12 | Gençlerbirliği                   | Turcja     | Süper Lig         | 31    | 15     |
| 2012/13 | Elazığspor                       | Turcja     | Süper Lig         |       |        |

## Kariera reprezentacyjna
W reprezentacji Kamerunu Tum zadebiutował w 2004 roku, jednak w reprezentacji jest rezerwowym i przegrywa rywalizację o miejsce w ataku z Samuelem Eto’o, Albertem Meyongiem Zé i Achillem Webo.